# Afif (nom)
Afif és un nom masculí àrab —en àrab عفيف, ʿAfīf— que literalment significa «cast», «virtuós», «decent», «honest». Si bé Afif és la transcripció normativa en català del nom en àrab clàssic, també se'l pot trobar transcrit Afeef.
Combinat amb la paraula "religió", Afif-ad-Din —عفيف الدين, ʿAfīf ad-Dīn, «Castedat de la Religió»— és un làqab o títol emprat per diversos homes de religió musulmans. El làqab Afif-ad-Din ha esdevingut tant usual que també s'empra com a nom de pila masculí.
Aquests noms també els duen musulmans no arabòfons que els han adaptat a les característiques fòniques i gràfiques de la seva llengua.
Vegeu aquí personatges i llocs que duen aquest nom.
Vegeu aquí personatges i llocs que duen el nom o el làqab Afif-ad-Din